# Рюкю (острови)
Острови Рюкю (яп. 南西諸島, нансей сьото, «Південно-Західні острови»; яп. 琉球列島, рюкю ретто, «Рюкюський архіпелаг») — група з 73-х островів у Тихому океані, що простягаються від півдня острова Кюсю до острова Тайвань. Належать Японії. Південь та центр утворюють префектуру Окінава, на півночі частина префектури Каґосіма.

## Географія
Розташовані між Східно-Китайським морем на заході та Тихим океаном на сході. Найбільші з островів Рюкю — Окінава, Міяко і Ісіґакі. Площа архіпелагу становить 4642,11 км², населення — 1 550 161 (2005). Столиця Рюкю — місто Наха на Окінаві.
На островах дуже часті опади, особливо влітку. Багато тайфунів.
Основні заняття остров'ян — риболовля, вирощування цукрової тростини й ананасів.

## Історія
Рюкю були незалежним королівством, наприкінці 14 століття перебували під сюзеренітетом Китаю, у 1609 р. завойовані Японією і управлялися правителями Сацума-хан до 1868, коли японський уряд узяв їх під свій контроль. Китай висловлював претензії на острови до 1895, які полишив після китайсько-японської війни 1894—1895 років.
Після поразки Японії у Другій світовій війні острови захопили США у 1945. Окупація американцями тривала до 1972 року. Північну групу Осіму повернули Японії в 1953 році, інші острови в 1972.

## Філателія

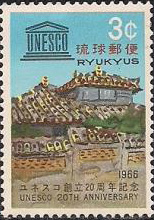

До 1945 р. плата за пересилання поштових відправлень на островах стягувалася готівкою. До 1947 р. в обігу на Рюкю знаходилися марки Японії, на яких ставився відтиск контрольного штемпеля.
У 1948 р. з'явилися власні марки островів Рюкю. Випуск тривав до 1972 р. Перші авіапоштові марки вийшли в 1950 р., перша комеморативна — 1951 р. Випускалися також експресні марки.
З 15 травня 1972 р. в обігу на островах перебувають марки Японії.